# (29905) Kunitaka
(29905) Kunitaka est un astéroïde de la ceinture principale.

## Description
(29905) Kunitaka est un astéroïde de la ceinture principale. Il fut découvert le 21 avril 1999 à Nanyo par Tomimaru Okuni. Il présente une orbite caractérisée par un demi-grand axe de 2,67 UA, une excentricité de 0,17 et une inclinaison de 17,7° par rapport à l'écliptique.

## Compléments